# 吳美君
吳美君（1965年—，英語名：Olga Wu），是一位出身高雄岡山的專業經理人。

## 生平
吳美君成長於高雄岡山的眷村，她的父親是空軍機械學校的教官。年少時，父親極力支持她學習舞蹈、古箏、國畫等才藝。
在畢業於淡江大學英文系後，吳美君在麥肯廣告及奧美廣告擔任廣告AE與企劃；期間，她練就了行銷與廣告的能力，也建立起事業人脈。26歲時，她決定不再繼續在廣告業界任職，並開始向許多自己喜歡的企業自我推薦。
不久，她向前客戶美泰兒自我推薦，並在獲聘後自產品經理做起；29歲時，她成為該公司台灣區總經理。35歲時，她轉職至奇摩網站廣告業務部擔任領導職務。36歲時，她又加入肯德基，並在37歲時成為該企業的台灣區總經理，也成為該企業自創立以來首位女性董事總經理。隨後，她領導推出了「這不是肯德基」、「您真內行」等廣告詞，並使公司業績屢創新高。但是，在2006年，她因產品與定價策略失誤導致公司業績大幅下滑，百勝集團大中華區總裁因而經常當眾斥責其問題，公司成員也因而逐漸對她不再抱持信心；同年底，她參加了公司於海南島舉辦的大中華區餐廳經理年會，並隨後被大中華區總裁召請至飯店房間內告知不適任理由並予以解雇。
在得知自己遭開除後，她在丈夫與子女及宗教信仰的幫助下努力尋求精神支持，並開始在丈夫剛創立的SPA館協助經營。同時，面對媒體揭露並臆測相關消息時，她決定親自向友人說明相關實情。半年後，她再度主動與台灣天柏嵐有限公司（Timberland在台分公司）洽談其總經理職務；面試過程中，她在談及過往工作經歷時提及其種種銷售紀錄與表現，又誠實說明離職原因，並最終獲得其亞太區總裁予以錄用。同時，百勝集團大中華區總裁也建議該企業予以錄用。2010年至2011年，她負責經營管理該企業香港、臺灣、新加坡及馬來西亞等地區所有業務。

## 家庭
她與李健鵬結識於廣告業界，並在交往四年後結婚，但在數年後宣告離婚。離婚不久後，在鄒開蓮等親友協助下，她再度向前夫展開追求，並於九個月後再度結婚。

## 著作

### 自傳
- 《像我一樣勇敢──被FIRED也是一種祝福》 （2008年）[15]

## 語錄
- 「只有你最瞭解自己的長處，也只有你最知道自己工作的『熱情引爆點』。只要是你衷心喜歡的工作，在面試時毋須武裝，就能表現出最真誠的一面，讓對方看到你的熱情與優點。」[4]
- 「裁員給了你一個省思的機會，你要好好思考自己從中學到了什麼。」[4]
- 「很多好朋友提醒我，要我不用如此坦誠，以免別人看輕我，懷疑我的能力，但我相信這可以幫助許多人，讓他們更勇敢地面對自己的靈魂！」[2]
- 「熱情是一切的敲門磚，信心和愛是一切的力量」[16]

## 外部連結
- 像我一樣勇敢-吳美君 - Blog Link - 富聯網 （页面存档备份，存于）